# Siergiej Boczkow
Siergiej Boczkow, ros. Сергей Бочков – radziecki skoczek narciarski.
Nie brał udziału w mistrzostwach świata i igrzyskach olimpijskich. Jego największym sukcesem jest zajęcie trzeciego miejsca w klasyfikacji generalnej 21. Turnieju Czterech Skoczni (17. miejsce w Oberstdorfie, 8. miejsce w Garmisch-Partenkirchen, 1. miejsce w Innsbrucku i 2. miejsce w Bischofshofen). Brał także udział w kolejnej edycji TCS, ale zajmował odległe miejsca.